# 托马斯·品钦
小托马斯·鲁格斯·品钦（英語：Thomas Ruggles Pynchon, Jr，/ˈpɪnˌtʃɒn/，1937年3月8日—），生于纽约，美国作家，以写晦涩复杂的後現代主義小说著称。品钦来自长岛，曾于美国海军服役两年，并在康奈尔大学获得了英语学位。在于1950年代末期和1960年代早期发表了几篇短篇小说后，他开始创作他赖以成名的长篇小说：《V.》（1963年），《叫卖第49组》（1966年），《万有引力之虹》（1973年），《葡萄园》（1990年），《梅森和迪克逊》（1997年）和《抵抗白昼》（2006年）。最新作品《放血尖端》于2013年9月17日出版。
品钦被许多读者和批评家视作当代最优秀的作家之一。他是麦克阿瑟奖和布克奖获得者，并几度获得诺贝尔文学奖提名。他的小说和非小说作品都包含着丰富的意旨、风格和主题，涉及到（但不仅仅限于）历史、自然科学和数学等不同领域。品钦也因对公开个人信息的排拒而知名：没有多少他的照片曾被公布，自1960年代开始流传着种种关于他住所和身份的传闻。

## 生平
托马斯·品钦于1937年生于纽约长岛的格伦科夫，是老托马斯·鲁格斯·品钦（1907年–1995年）和凯瑟琳·弗朗西斯·班尼特（1909年–1996年）的三个孩子之一。他最早的美国祖先威廉·品钦，于1630年随温斯洛普船队移居马萨诸塞湾殖民地，其后一连串的品钦后裔在美国的土壤上获得了财富和名誉。品钦的家族背景与他的家系视角为他的小说（尤其是《秘密融合》（1964年） 和《万有引力之虹》（1973年）中叙述的Slothrop家族史）提供了原始材料。

### 童年和教育
品钦就读于牡蛎湾中学，在那儿他被授于“年度学生”奖并将他的几篇短片小说投稿于校报（Pynchon 1952-3）。这些少年时代的创作已包含日后贯穿他创作的一些重大主题：古怪的名字、一知半解的幽默、违法使用毒品以及偏执狂。
1953年16岁时他中学毕业后，品钦于康奈尔大学进修工程物理，然而在第二年末离开大学去为美国海军服役。1957年他返校以完成英语学位。他第一篇公开发表的小说，《细雨》，于1959年出现在《康奈尔作家》上，讲述了一名曾于美国海军服役的战友的亲身经历；然而后来品钦小说的人物和情节多是基于他自己在海军的经历体验。
在康奈尔，品钦开始了与理查德·法里纳持续一生的友谊，品钦的《万有引力之虹》题献给法里纳，他亦曾参加过法里纳的婚礼和葬礼。大约在奥克利·霍尔1958年发表小说《魔术师》时，两人一起短暂的引领了品钦称之为“微型邪典”（“micro-cult”）的风潮。（以后他曾在1983年为法里纳的小说《Been Down So Long It Looks Like Up to Me》所写的引言里回忆起他的大学生活，该小说初版于1966年。）据传品钦也曾出席过弗拉基米尔·纳博科夫的讲演，那时纳博科夫在康奈尔教授文学。虽然纳博科夫之后说对品钦没有印象（尽管纳博科夫的妻子薇拉，她曾为她丈夫学生的作业评分，谈到他那与众不同的笔迹——同时包含印刷体的和草书的字母），其他康奈尔的老师，比方小说家詹姆士·麦康基，回忆说他是个有天赋的特别的学生。1958年，品钦和他的康奈尔同学 柯克帕特里克·塞尔合写了科学幻想音乐剧《Minstral Island》的一部分甚或全文，它描述了一个IBM统治的反乌托邦式未来世界。 (Gibbs 1994)。品钦于1959年6月拿到了学士学位。

### 早期生涯

#### 《V.》
离开康奈尔后，品钦开始写作他的第一部长篇小说。从1960年2月到1962年9月，他在西雅图被波音公司雇为技术作家，在那儿他题《波马克军队新闻》（美国空军为波马克地空导弹而设的技术刊物）编写安全方面的文章。品钦在波音的经历使他得到了在《V.》和《叫卖第49组》中描写“Yoyodyne”社团的灵感，而他在物理方面的背景和在波音担任科技刊物编辑的经验给《万有引力之虹》提供了许多原材料。当品钦的小说《V.》在1963年出版后，作为当年最优秀的小说赢得了威廉·福克纳基金的奖励，並入圍美國國家圖書獎。
从波音公司辞职后，品钦曾在纽约和墨西哥呆过，之后他去了加利福尼亚，据传1960年代的大部分时间和1970年代早期他都住在哪里，特别是在曼哈顿海滩的一间公寓里，（参见Frost 2003），他写出了最为人所称道的作品《万有引力之虹》。这一时期的品钦沉溺于嬉皮反传统文化的习性和生活方式之中(打个比方，参见Gordon 1994)；然而在后来的回顾中他对这一时期青年运动的动机、价值和成就的看法，尤其在1984年为《迟钝的学习者》所写的引言中，表现出极大的暧昧。
1964年，他的在伯克利加州大学作为研究生学习数学的申请被拒绝(Royster 2005)。1966年，品钦写了一份关于洛杉矶华兹暴动后果和遗产的第一手报道，题为《深入华兹思想的旅行》，这片文章首次发表在《纽约时报杂志》。（Pynchon 1966）
1960年代中期，品钦也经常为一大批小说和非虚构作品写广告和介绍。其中之一是为霍尔的小说《魔术师》写的简短评论，它作为1965年12月出版的《假日》杂志刊发名为《书籍的礼物》的特写的一部分与其他七位作家为“被忽视的书”所写的评论一起被发表。

#### 《叫卖第49组》

品钦创造了“嘶哑的驿车号”作为《叫卖第49组》中“特里斯特罗”社会的标志

在他于1964年4月给他的代理人Candida Donadio的信中，品钦写道他正面临着一个创造性的转则点，那时有四部小说正在写作，他声称“如果它们像浮现在我脑海里一样跃然于纸上，那么它将是千年中的文学事件。”(参见Gussow 1998)1965年12月，品钦礼貌的拒绝了斯坦利·埃德加·海曼让他去本宁顿大学教授文学的邀请，他写道他已在两三年前下定决心立马写出三部小说。品钦描述这一决定是出于“一时的疯狂”但同时记道他“太坚定以至不想将它们的任何一个抛下，更别说将它们全部抛下了”。(参见McLemee 2006)
品钦的第二部小说《叫卖第49组》几个月后于1966年出版。它到底是否是品钦正在进行的那三四部小说是不明确的，但1965年品钦写给Donadio的信中他写道他正着手于写一部他称之为“potboiler”（粗制滥造的作品）的小说。当书写道155页时，他称之为“一篇短篇小说，但有着大问题” 并希望Donadio“向一些可怜的笨蛋倾销它”。(Gussow 1998)
《叫卖第49组》在出版后不久赢得了理查德和希尔达·罗森塔尔基金的奖励。虽然该书的结构比品钦的其他小说要更加简单和线性，它迷宫似的情节展现了一个以“特里斯特罗”之名为人所知的古老的邮票组织，一次对詹姆士一世时期复仇剧《送信者的悲剧》的滑稽戏仿，一个包括二战时期美国步兵的尸骨被用于制造木炭香烟过滤嘴的社团阴谋。在这个和那个相似的奇异现象提示着一系列表面上难以置信的相互联系，这正是书中主角奥狄芭·马斯要面对的。像《V.》一样，这篇小说大量涉及到科学技术并隐藏着一些历史事件，这两篇小说都包含着对美国社会及历史碎片的沉思。《叫卖第49组》继续了品钦在作品中使用通俗歌曲和双关语的习惯，并在他散文化的叙事中加入流行文化的视点。它结合了一种对纳博科夫《洛丽塔》主角的十分直接的暗示，在一个“妄想狂”（一个创办十余年的故意用不列颠口音唱歌的乐队）成员所唱的爱的挽歌之中。
1968年，品钦成为“作家及编辑战争税抗议”的447名签字者之一。《纽约邮报》和《纽约书评》以整版篇幅列出了那些发誓绝不交纳“计划中10％追加所得税或任何战争指派的追加税款”的人的名单，并声称他们的确信“美国插足越南在道义上是错误的”(New York Review of Books 1968:9).

### 《万有引力之虹》
品钦最著名的长篇小说是他的第三部，《万有引力之虹》，出版于1973年。这是一部复杂的含沙射影的小说，结合并详述了他早期作品的许多主题，包括阳否阴述、偏执狂、种族主义、殖民主义、阴谋、共时性和熵 ，该书衍生出许多注解和评论资料，包括两篇导读(Fowler 1980; Weisenburger 1988),研究书籍和学者论文、在线索引和讨论，它被认为是美国后现代主义文学的典型文本之一。《万有引力之虹》的主要情节发生在第二次世界大战最后几个月及胜利日接下来几个星期的伦敦和欧洲其他地方，并在大多数情况下以透视历史瞬间的方式展开叙述。这样，品钦的文本通过各种人物形象与不同的叙述性话语均对特殊历史环境无知这点来形成一种戏剧性反讽，比方对大屠杀的处理，很大程度上触及到读者对这一历史时刻理解的最前线。这样一种方法产生出一种动态的张力和极度夸张的力矩，这样读者和作者似乎都能在对那种用词的多样化判断中不断接近情节深处。
这部小说眼界极为开阔，且往往别具风格地使用颇具幽默的夸张，并在对从物理、化学、数学、历史、宗教、音乐、文学和电影各领域中汲取的素材之处理上显示出一种令人印象深刻的博学。或许为了与这本与工程学知识如此关系密切的书相适应，品钦《万有引力之虹》最初的草稿是用一种“整洁、小巧的笔迹写在工程用方格纸上”的 (Weisenburger 1988)。品钦在整个1960年代及1970年代早期住在加利福尼亚及墨西哥城时一直在写这部小说，而且显然在付印之日前对原稿作了许多改写和增补。
《万有引力之虹》与艾萨克·巴甚维斯·辛格的《羽毛的王冠及其他故事》一起赢得了1974年的布克小说奖。同年，小说评审团一致推荐《万有引力之虹》作为普利策奖候选者；然而普利策协会否决了评审团的推荐，将该小说描述为“无法卒读”、“浮夸”、“滥用笔墨”、且有些地方“伤风败俗”，最后该年度普利策奖没有獲奖（Kihss 1974）。1975年，品钦谢绝了威廉·迪安·豪厄尔斯文学艺术奖章。

### 《万有引力之虹》之后
一部题为《迟钝的学习者》的品钦早期短篇小说选集于1984年出版，其中包含一篇极长的自传性导言。同年十月，一篇名为《Is It O.K. to Be a Luddite?》的文章于《纽约时报书评》上发表。1988年4月，品钦向《纽约时报》上投稿了一篇关于加西亚·马尔克斯的小说《霍乱时期的爱情》的题为《心灵的永恒誓约》的详尽评论。另一篇题为《Nearer, My Couch, to Thee》的文章则作为多位作家思考“七宗罪”的每宗罪系列文章之一被发表于《纽约时报书评》。品钦的主题是 “懒惰”。

#### 《葡萄园》
品钦的第四部长篇小说《葡萄园》出版于1990年，这部小说受到了大部分读者和批评家的严厉批评。故事发生在1980年代和1960年代的加利福尼亚，描写了一名FBI反谍计划密探和一名激进的女制片人间的关系。 它以强烈的潜在社会政治倾向详述了发生在威权主义和公社主义间的坚决斗争、反抗与同谋间的连系，不过仍保持着一种品钦特有的幽默感。
1988年，他接受了麦克阿瑟奖金，并且至少从1990年代早期开始，许多观察家提名品钦角逐诺贝尔奖(举个例子，参见Grimes 1993; CNN Book News 1999; Ervin 2000)。著名美国文学批评家哈罗德·布鲁姆将他与堂·德里罗、菲利浦·罗斯和科马克·麦卡锡一起列为他那个时代的四个最主要的美国小说家。

#### 《梅森和迪克逊》
品钦的第五部长篇小说《梅森和迪克逊》出版于1997年，虽然这部作品最晚1975年就已开始动笔了(Ulin 1997; 参见Gussow 1998)。这部被谨慎研究的小说是一部讲述美利坚共和国诞生期间英国天文学家查尔斯·梅森和他的搭档、测定梅森—迪克逊线的测量员耶利米·迪克逊生活和事业的后现代主义传奇。虽然它受到一些负面评价，大多数评论家承认它是一次对过去水准的可喜的回归，而且有些人将其尊为品钦最伟大的作品。

#### 《抵抗白昼》
关于品钦下一部书主题的种种传言流传了许多年。这些传言的许多细节是来自前德国文化部长迈克尔·瑙曼所做的评论，他声称他曾协助品钦完成他关于“一个在格丁根为大卫·希尔伯特作研究的俄国数学家”的研究，并说新的小说将描绘索菲亚·科瓦列夫斯卡娅的生活与爱情。
2006年7月，Amazon.com预告了品钦的新的还未定名的小说，并刊载了品钦自己写的作品概要，它宣称小说的情节发生在1983年芝加哥世博会与第一次世界大战战后时期之间。“世界性的灾难将在几年内迫近，”品钦在介绍中写道，“这个时代的上层人士中间充满了普遍的无限制的贪欲、虚伪的虔诚、白痴般的软弱和罪恶的意图”。他许诺在书中加入关于尼古拉·特斯拉、贝拉·卢戈西和格劳乔·马克斯的片段，像“愚蠢的歌曲”和“奇异的性行为”一样。后来有消息称该书的名字叫“《抵抗白昼》”，一位企鹅出版社的发言人证实之前的概要确为品钦所写。(Pynchon 2006a; Patterson 2006ab; Italie 2006).
《抵抗白昼》于2006年11月21日发行，精装的第一版有1085页。企鹅出版社没有为该书做任何宣传，专业书籍批评家也没有预先得到时间评论它，这大概也是品钦所想要的。品钦所写的概要的一个修订版被用于封面套纸，科瓦列夫斯卡娅确实在书中出现，虽然仅仅作为一百多个人物中的一个。
该小说是它所设定的时代的一系列流行小说体裁的纷繁的大杂烩，小说发行后批评家们对它呈现出各式各样的评价，虽然许多人认为它有时光彩照人、有时令人疲乏(Complete Review 2006)。 一个《抵抗白昼》维基网站 （页面存档备份，存于）于小说出版当天创办，以帮助读者们明了众多的人物、事件和主题。

## 主题
伴随着对诸如种族主义、帝国主义和宗教这样的宏大主题的强调，品钦的作品除借鉴和使用了许多传统高雅文化和文学形式的要素之外，亦显示出一种与通俗文化的从事者和产品，诸如连环画、卡通片、廉价小说、通俗电影、电视节目、烹调术、都会传奇、阴谋论以及民间艺术的紧密亲缘关系。这种对传统上“高雅”和“低俗”文化之间的界线的模糊，有时被认为是一种“解构”，被视为后现代主义的标志性特征之一。
特别的，品钦在他的小说和非虚构作品中透露他是个流行音乐的狂热爱好者。抒情歌曲和仿音乐剧的韵律出现在他的每部小说中，而且在他为短片小说集《迟钝的学习者》所写的自传性导言中，他显示出一种对爵士及摇滚的特别喜好。《V.》中的角色McClintic Sphere就是一个依据像奥尼特·科尔曼、查利·帕克和特洛尼斯·蒙克这样的爵士音乐人塑造的一个虚构复合体。在《叫卖第49组》中，“妄想狂”乐队的领唱炫耀自己的“披头士式发型”并以浓重的英国口音唱歌。在《万有引力之虹》的最后几页，有一种传言指出Tyrone Slothrop，该小说的主角，曾作为The Fool在1960年代发行的唱片中的嘉宾音乐家演奏卡苏和口琴（据品钦的描写，他曾于1945年在一条德国溪流中奇迹般的重获了后来的乐器，他的竖琴，在他在1939年于波士顿罗克斯伯里的罗斯兰舞厅盥洗室里将之弄丢之后，以之改编爵士标准曲目《切罗基》，在那种曲调的基础上查利·帕克于纽约创造出比波普）。在《葡萄园》中，Zoyd Wheeler和Isaiah Two Four都是音乐人：Zoyd 为一个60年代的名为“The Corvairs”的冲浪乐队弹奏键盘乐器，而Isaiah则属于一个名为“Billy Barf and the Vomitones”的庞克摇滚乐队。在《梅森和迪克逊》中，其中一个人物在大学生狂欢酒会上弹奏曲子，后来演变为《星条旗歌》；同时在另一端情节借一个人物之口中不相干的谈及《有时作女人很难》。
在《迟钝的学习者》的导言中，品钦答谢了一位无政府主义的乐队指挥斯派克·琼斯，而且在1994年，他为《Spiked!》专辑、一个贴上短命的BMG Catalyst商标的唱片集写了3000言的衬注。品钦也为《没人酷》、独立摇滚乐队Lotion的第二张专辑写了衬注，在其中他声称“摇滚是最后硕果仅存的几个值得尊敬的行业之一，把运转的乐队当成日常生活中的一个奇迹。这基本上就是这些家伙所做的事情。”据说他也是洛奇·埃里克森的乐迷之一。
贯穿品钦的创作，他经常探讨人类性欲、心理学、社会学、数学、自然科学和技术领域的问题。他最早的短篇小说之一《低地》（1960）特别写到了关于維爾納·海森堡的不确定原理的沉思，作为讲述个人经验的隐喻。他接下来的作品《熵》，介绍了这个与品钦名字涵义相同的概念（虽然品钦后来承认他对这一概念的理解是肤浅的，并说选择一个如此深奥的概念并试图谈论它是“一种写小说的低级方法”）。另一篇早期的小说《玫瑰之下》(1961)中，在一众角色中一个赛伯格的时代背景被错误的设置在维多利亚时代的埃及(这种写作风格被称作“蒸汽朋克”)。这个故事被品钦作了重大改写后出现在《V.》的第三章。《秘密融合》（1964），品钦的最后一部短篇小说，是一个关于一群面临美国种族融合政策的年轻男孩的青春故事，它敏感的把握住了时代的脉搏。在小说的一个情节中，男孩们试图用数学方法解释这个新政策，这是他们唯一熟悉的理解这一命令的方法。
《叫卖第49组》同样提到了熵和通信理论，并包含一些对微积分学、芝诺悖论和以麦克斯韦妖之名为人所知的思想实验的戏仿和借用。与此同时，小说也探讨了同性恋、独身生活以及医学上认可但违反法律的迷幻剂使用。《万有引力之虹》描述了许多种类的性变态，比如性虐待、嗜粪癖和触手侵犯的极端情形，以及在许多情节中对嗑药的特写，比如可卡因、天然迷幻剂、毒蝇蕈中提炼的毒蝇碱，尤以对吸食大麻的描写为多。《万有引力之虹》尤其得益于品钦的数学背景：在一个情节中，他将吊袜腰带的几何形状与座堂尖顶作类比，均被描述为数学奇点。《梅森和迪克逊》探讨了理性时期的的科学、宗教及社会文化基础同时在错综复杂的叙事中将真实历史人物和小说人物联系在一起，与《万有引力之虹》一样，该书是历史编纂元小说的一个典型范例。

## 影响
读者和批评家们提供了一个品钦式先驱者的有选择的名单。与小说中公开提及的作家完全不同：
亨利·亚当斯、
乔治·德·基里科、
路德维希·维特根斯坦、
埃米莉·迪更生、
威廉·马奇、
莱纳·玛利亚·里尔克、
豪尔赫·路易斯·博尔赫斯、
以赛玛利·里德、
拉尔夫·沃尔多·爱默生、
帕特里克·奥布莱恩、 和
翁贝托·埃可以及一个传统宗教人士和哲学资料的混合，与这些人的著作作了可靠的比较：拉伯雷,
塞万提斯、
劳伦斯·斯特恩、
埃德加·爱伦·坡、
纳撒尼尔·霍桑、
赫尔曼·梅尔维尔、
查尔斯·狄更斯、
约瑟夫·康拉德、
托马斯·曼、
威廉·巴洛斯、
拉尔夫·埃里森、
帕特里克·怀特以及
托妮·莫里森。一些评论员发现了这些作家在现代主义传统中的相似之处，他们都喜欢写一些涉及形而上学或政治问题的长篇小说。比如詹姆斯·乔伊斯的《尤利西斯》、E·M·福斯特的《印度之行》、弗朗茨·卡夫卡的《城堡》、温德姆·刘易斯的《上帝之猿》、罗伯特·穆齐尔的《沒有個性的人》以及约翰·多斯·帕索斯的《美国三部曲》。在他为《迟钝的学习者》所写的引言中，品钦明确答谢了许多垮掉的一代作家，并特别对杰克·凯鲁亚克的《在路上》表示了赞赏，他也显示出他对T·S·艾略特、欧内斯特·海明威、亨利·米勒、索尔·贝娄、赫伯特·高尔德、菲利浦·罗斯和诺曼·梅勒的文学作品以及海伦·韦德尔、诺伯特·维纳和艾萨克·阿西莫夫的非小说作品的通晓。其他被归类为与品钦风格类似的当代小说家有：
约翰·霍克斯、
库尔特·冯内古特、
约瑟夫·海勒、
唐纳德·巴塞尔姆、
约翰·巴思、
威廉·加迪斯、
堂·德里罗和
约瑟夫.麦凯罗伊。
品钦小说中极端古怪的人物、狂乱的行为、频繁的离题、以及令人印象深刻的长度使得评论家詹姆斯·伍德将品钦的作品归类为歇斯底里的现实主义。其他被贴上“歇斯底里的现实主义”标签的作家有萨尔曼·拉什迪、史蒂夫·埃里克森、尼尔·史蒂文森和扎迪·史密斯。 被奉为品钦继承者的更年轻的当代作家有大卫·福斯特·华莱士、威廉·伏尔曼、理查德·鲍尔斯、史蒂夫·埃里克森、大卫·米切尔、尼尔·史蒂文森、戴夫‧艾格斯和托马索·品奇欧（他的笔名是品钦名字的意大利语译名）。
品钦的作品被许多作家和艺术家引为影响和灵感的来源，这些作家包括：
T. 克拉格黑森·博伊尔、
阿兰·科巴尔、
堂·德里罗、
伊恩·藍欽、
威廉·吉布森、
艾尔弗雷德·耶利内克、
里克·穆迪、
阿兰·莫尔、
阿图洛‧贝雷兹─雷维特、
理查德·鲍尔斯、
萨尔曼·拉什迪、
尼尔·史蒂文森、
布鲁斯·斯特林、
扬·怀德特、
劳里·安德森、
扎克·史密斯、
大卫·柯南伯格和
亚当·拉普。特别是由于他对吉布森和史蒂文森的影响，品钦成为赛博朋克小说的鼻祖之一。虽然“赛博朋克”一词在1980年代早期还未开始流行，许多读者追溯性的把《万有引力之虹》与其他一些预先体现出之后赛博朋克风格和主题的作品如赛缪尔·德兰尼的《达尔格楞》、 菲利普·狄克的许多作品当作这一流派的早期作品。品钦小说百科全书式的特质也使得一些人试图将他的作品与1990年代短命的超文本小说运动联系起来(Page 2002; Krämer 2005)。

## 媒体对他的关注
与品钦私人生活相关的细节鲜为人知；在超过40年的时间里他小心地避免与记者接触。只有极少数他的照片为人所知，这些照片基本上都是他中学和大学期间拍的，而且他的行踪也经常飘忽不定。
《纽约时报书评》中一篇对《V.》的评论将品钦描述为一名住在墨西哥的隐士，从而引发了媒体对品钦贯穿他整个生涯的穷追猛打(Plimpton 1963: 5)。虽然如此，远离公众聚光灯成为品钦生活的显著特征，而且这产生出许多谣传和杜撰的轶事。

### 1970年代和1980年代
在《万有引力之虹》出版并获得成功之后，公众对找出作者真实身份的兴趣增加了。在1974年国家图书奖颁奖典礼上，维京出版社社长汤姆·吉尼柏格安排喜剧演员“教授”欧文·科里 为品钦领奖(Royster 2005)。许多到场来宾不知道科里是谁，并且从没见过作家本人，他们误以为是品钦自己站在台上发表科里式的一连串漫谈、假装学者气质的空话(Corey 1974)。科里讲话快结束时一名裸奔者跑入会场，使得现场更加混乱。
《Soho周报》上发表的一篇文章声称品钦实际上是J.D.塞林格(Batchelor 1976)。品钦对这一观点的回应(reported in Tanner 1982)十分简单：“不坏。继续努力。”
那之后第一篇提供关于品钦私人生活的真实资料的文章是前康奈尔大学校友朱尔斯·西格尔撰写的一篇传记，载于《花花公子》杂志。在西格尔的文章中，他披露品钦对牙齿有着特殊的情结，他的牙齿曾遭受痛苦的全面改造手术；在康奈尔人们给他取了“雄猫”的绰号，且坚持望弥撒；他曾在西格尔的婚礼上担任男傧相，而且之后曾传出与西格尔妻子的绯闻。西格尔回忆说品钦确实听过弗拉基米尔·纳博科夫在康奈尔的几次讲演，但他几乎听不懂纳博科夫说了什么，因为他操着一口浓重的俄国口音。西格尔还写道品钦常说“世界上的每个怪人都与我在某种程度上一致”，后来与他的名字和作品相联系的狂热和偏执举动使这个论点广为传播，尤其是通过因特网(Siegel 1977)、
1980年代末期，作家罗伯特·克拉克·杨说服他的受雇于加利福尼亚机动车管理局的父亲查询品钦的驾驶记录，用品钦的全名以及他公开的出生日期。结果显示他当时住在阿普托斯，加利福尼亚，驾驶着一辆达特桑(Young 1992)。这个不正当获得的被注销的驾照后来至少落入了两位发表关于品钦的论著的学者之手。

### 1990年代
品钦对名声和公开露面的排斥导致记者们继续推测他的身份和行为，并更加确立了他在媒体圈内作为“隐士”的名声。越来越多机敏的读者和批评家认识到品钦远离公众生活可能有其审美的（和意识形态的）动机。比方说，珍妮特·特纳·霍斯皮特尔的短篇小说《For Mr. Voss or Occupant》(publ. 1991) 中的主角，向她的女儿解释她在写一项关于趋向隐居的作家的研究。帕特里克·怀特、埃米莉·迪更生、J. D. 塞林格、托马斯·品钦。他们创造孤独的人物角色并迷失于他们小说世界的方法。(Hospital 1995: 361-2)
更晚近的时候，书籍评论家亚瑟·萨姆写道：
这个人对不成为社会名人简单选择，一种周期性引起反响而与主流文化不相协调的态度，假定如果品钦与帕丽斯·希尔顿相遇——那种境况，我承认超出想象——作为其结果的物质/反物质爆炸将湮灭从这儿到鲸鱼座τ星的万事万物。(Salm 2004)
与这样的名声稍微不符，品钦曾在主流美国媒体上发表了许多文章和评论，其中包括支持萨尔曼·拉什迪和他当时妻子玛丽安·维金斯的词句，在伊朗领袖鲁霍拉·穆萨维·霍梅尼以伊斯兰法庭宣判拉什迪有罪之后(Pynchon 1989)。 在接下来几年理，拉什迪对品钦《葡萄园》热心的评论促使品钦暗示拉什迪如果他在纽约的话，两人将安排一次会见。最终他俩确实见面了，而且拉什迪十分惊讶品钦竟与他之前心目中所想的样子如此相似。(Hitchens 1997).
1990年代早期，品钦与他的文学代理人梅勒尼·杰克逊——西奥多·罗斯福的一个曾孙女结婚——并于1991年生有一子杰克逊。这暴露了品钦在纽约的行踪，在他被认为经常往返于墨西哥与北加利福尼亚之间的时期的许多年以后，使得一些记者和拍照者试图逮到他。在《梅森和迪克逊》于1997年出版前不久，一个CNN摄影队在曼哈顿拍到了有他在其中的短片。品钦对这一侵犯个人隐私的行为感到愤怒，他打电话给CNN要求不要在在家附近街道所拍的胶片上融入有关他的影像。当问及他喜欢隐遁的天性时，他谈到“我相信‘隐士’一词是记者们发明的...它的意思是‘不愿与记者谈话’。”CNN还引用品钦的话说“我已讲得很清楚，我不喜欢被拍照”。(CNN 1997)第二年，《星期日时报》的一个记者设法在他与儿子散步时拍到了一张他的照片。(Bone 1998).
NBC在约翰·拉洛奎帝秀节目中提及了品钦的作品及声誉，据传品钦曾（通过他的代理人）与节目制作者联系，提出了一些意见和修正。当局部的品钦观察成为该节目1994年部分的重头戏时，它们将排演剧本送与品钦审批；他的一篇小说的题目被用于节目的一个部分中（《太阳之喧嚣》），这位小说家显然否决了一个场景，即要求从后面拍下他远离镜头(CNN 1997; Glenn 2003)。同样是在1990年代，品钦帮助Lotion乐队的成员并参加了他们的许多场演唱会，最后还为乐队1995年的专辑《没人酷》写了衬注。他还在1996年6月在为出版《梅森和迪克逊》做准备期间抽空为《骑士》操办了一次对该乐队的访谈（《与Lotion午餐》）。更晚近时，品钦用传真回答了作家大卫·哈伊杜所提的问题并允许其在2001写的书《真实的第四街区：琼·贝兹、鲍勃·迪伦、米米·贝兹·法里纳与理查德·法里纳的生活与时代》里摘录自己的私人信件 (Warner 2001)。
品钦维持个人隐私和让他的作品自己表达思想的努力在在随后的年月理导致了一大堆离奇的谣言和欺骗。有人声称品钦是寄邮包炸弹者或者1993年韦科事件中大卫教徒的同期者，更有甚者，有一种详细阐述的传言暗示品钦和“旺达·蒂那斯基”中的某一个乃同一人。大量以蒂那斯基名义发表的书信于1980年代末加利福尼亚安德森谷的《安德森谷广告报》上。这些信的风格和内容据说与品钦的十分相似，而且品钦1990年《葡萄园》的出版同样发生在北加利福尼亚，所以人们认为品钦那时可能住在那一地区，进行研究工作。蒂那斯基书信的选集最终于1996年出版了平装本；然而品钦本人否认写了那些信，而且没有直接证据证明品钦写了那些信。“文学侦探” 唐纳德·福斯特后来指出那些信实际上是由一为名叫汤姆·霍金斯的垮掉派作家所写，他在1988年杀害了自己的妻子并自杀。福斯特的证据很明确，包括找到了打出“蒂那斯基”信件的打字机 (Foster 2000)。
1998 年，私人收藏家卡特·伯顿将品钦写给他的老代理人Candida Donadio的120多篇信件捐赠给纽约的皮尔庞特·摩根图书馆In 1998。这些信的写作年代从1963年到1982年，涵盖了这位作家最有创造力最多产的时期。摩根图书馆最初允许学者们阅览这些信件，但在品钦的要求下伯顿家族和摩根图书馆同意密封这些信直到品钦去世。(参见 Gussow 1998).

### 2000年代
9/11之后，一篇假想的品钦“访谈”出现在日本版《花花公子》的一篇文章中，以《多数新闻只是宣传，本·拉登也许不存在》为题发表，据说是就911事件和奥萨马·本·拉登问题采访品钦。它的真实性十分可疑，并从未被美国媒体转载过。

品钦在《辛普森一家》的《泼妇的谩骂》一集中露面。这是他仅有的几次为媒体献声之一。

作为对这么些年来媒体上滥造其形像的反击，2004年品钦在电视系列剧《辛普森一家》中做了两个特写。第一个出现在《泼妇的谩骂》中，那一集的玛琦·辛普森成为了小说家。他扮演自己，头上套着一个纸袋，并且在玛琦的书背面大做广告，以浓重的长岛口音说道“这儿是你们要引用的：托马斯·品钦爱这本书，几乎就像喜爱照相机一样！”然后他开始向过往车辆吼叫：“嘿，在这儿，来给一位隐居作家拍照吧！只有今天一天，我们还将附送免费签名！等等！还有更多！”第二次出现是在《All's Fair in Oven War》、第16季的首集。这次出场，品钦的对白完全由与他小说题目有关的双关语构成(“这些鸡翅真是美V.！我要把这个配方写进《万有引力之虹食谱》，放在油炸49马铃薯饼旁边。”）。该卡通片中品钦的再一次出现是在一个无对白的情节中，作为第18季的一集《Moe'N'a Lisa》所刻画的虚构的世界面包大会的来宾。这一集在2006年11月19日、品钦的第六部长篇小说《抵抗白昼》发行前的星期天首次播出。
2006年七月，Amazon.com新开了一个网页，预告托马斯·品钦的一部还未命名的992页的小说即将与大家见面。Amazon出现了一份据称是品钦本人所写的关于这部即将出版的小说的说明。这份介绍词先被撤下，因为其真实性成疑，但是随即又恢复了，并连带预告了品钦新小说的标题——《抵抗白昼》。
《抵抗白昼》出版前不久，在“每日秀：该死的十周年（音乐晚会）”——一个回顾乔恩·斯图尔特喜剧-新闻播报《每日秀》的节目中出现了品钦的散文。
2006年12月6日，品钦与其他一些重要作家一起参加了为被控剽窃的伊恩·麦克尤恩辩护的活动，为此他向自己的英国出版商寄了一封打印的信，这封信发表在《每日电讯报》上(Pynchon 2006b)。

## 作品
- 《V.》(1963年3月), 获威廉·福克纳奖
- 《叫卖第49组》 (1966年4月27日)，获理查德及希尔达·罗森塔尔奖
- 《万有引力之虹》（1973年2月28日）, 1974年获美國國家圖書獎小说奖，并被评委会推荐角逐普利策奖，但被咨询委员会否决，1975年获威廉·迪嗯·豪厄尔斯奖章（拒绝领奖）
- 《迟钝的学习者》 (1984年4月), 早期短篇小说选集
- 《葡萄园》(1990年2月)
- 《梅森和迪克逊》 (1997年4月30日)
- 《抵抗白昼》(2006年11月21日)
- 《固有瑕疵》(台譯：《故有瑕疵》，2009年8月4日)
- 《放血尖端》（2013）

除了虚构作品之外，品钦还写有许多散文、导言和评论，并不仅仅局限于导弹安全的主题，比如关于华兹暴动、勒德主义，和唐纳德·巴塞尔姆作品的评论。他的一些非小说文章被发表在《纽约时报书评》和《纽约书评》上，而且为书籍和报告文学写过引言。他1984年为《迟钝的学习者》写的自传性导言中表现出令人瞩目的直率。他至少为3本书写了导言，包括1992年唐纳德·巴塞尔姆的小说集《Don B.的教导》以及更晚近的乔治·奥威尔的小说《一九八四》企鹅世纪纪念版（2003年出版）以及品钦密友理查德·法里纳所写《Been Down So Long It Looks Like Up to Me》之企鹅经典版（初版于1966年）。